# Phono-semantische Angleichung
Phono-semantische Angleichung (PSA) ist ein Begriff der Sprachwissenschaft, der von Ghil’ad Zuckermann von der Universität Adelaide eingeführt wurde.

## Definition
Gemeint ist damit ein getarntes Entlehnen, bei dem ein Fremdwort mit einer phonetisch und semantisch ähnlichen, bereits existenten autochthonen Wurzel oder einem solchen Wort abgestimmt wird. Dementsprechend kann PSA alternativ auch definiert werden als die Einführung eines Neologismus, der sowohl die Bedeutung als auch den ungefähren Klang eines parallelen Ausdrucks der QS (Quellsprache, Source Language) bewahrt und dafür bereits existente Lexeme oder Wurzeln der ZS (Zielsprache, Target Language) benutzt.
PSA reflektiert kulturelle und soziale Wechselwirkungen und offenbart oft die Versuche einer Kultur, ihre Identität zu bewahren, wenn sie mit übermächtigen fremden (z. B. amerikanischen) Einflüssen konfrontiert ist, ohne sich diesen zu verschließen. In diesem neuen Jahrtausend machen Kommunikationstechnologien den immer stärker werdenden Kontakt zwischen Kulturen und Sprachen immer einfacher. Unter dem Einfluss von Satellitenfernsehen und Internet erreicht die Mobilität des Wortes ein bisher nicht gekanntes Ausmaß.

## Beispiele
Das englische Wort dubbing (dt. Synchronisation, bei Film, Fernsehen etc.) wurde auf dem Weg ins Ivrit zu דיבוב dibúv transformiert, das ein neues Semem zum bereits existierenden Hebräischen דבוב dibbūv hinzufügte, einem Wort, das etymologisch nicht mit dubbing verwandt, diesem aber in Bedeutung und Klang praktischerweise sehr ähnlich ist.
Die deutsche Bezeichnung Hängematte entwickelte sich durch Angleichung (vermittelt über spanisch hamaca) aus dem Original hamáka, aus der Taíno-Sprache auf Haiti (eine der Arawak-Sprachen).

## Vorteile
Solche mehrquellige Neologisierung ist ein ideales Mittel zur lexikalischen Bereicherung einer Sprache, da es fremdsprachlichen Einfluss vor zukünftigen Muttersprachlern verbirgt, die lexikographische Annahmefähigkeit eines neugebildeten Begriffes sicherstellt, nicht mehr gebräuchliche autochthone Wurzeln und Wörter wiederverwertet (für Puristen eine helle Freude) und die anfängliche Aufnahme des Begriffes denen, die die Sprache zu jenem Zeitpunkt sprechen oder lernen, erleichtert.

## PSA als vernachlässigtes Universalphänomen
Die traditionellen Klassifikationen von Entlehnungen ignorieren das Phänomen und unterteilen diese in entweder Substitution oder Import, während bei PSA beides gleichzeitig der Fall ist. PSA ist jedoch in zwei bedeutenden Sprachkategorien weit verbreitet:
1. in 'wiedererfundenen' Sprachen, z. B. Ivrit und Türkisch als Amtssprache der türkischen Republik nach 1928, in denen Sprachplaner versucht haben, unerwünschte Lehnwörter zu ersetzen.
2. in Sprachen, die eine 'phono-logographische' Schrift benutzen, wie z. B. Chinesisch oder Japanisch (in letzterem dort, wo Kanji benutzt werden).